# Masaharu Iwata
Masaharu Iwata (né le 26 octobre 1966 à Tokyo) est un compositeur japonais de musiques de jeux vidéo.
Depuis ses débuts en 1987, il a travaillé sur de nombreux jeux. Ses compositions les plus remarquées ont été celles faites en collaboration avec son ami Hitoshi Sakimoto : Final Fantasy Tactics, Ogre Battle 64, Stella Deus et plus récemment Odin Sphere et Muramasa: The Demon Blade. Il fait aujourd'hui partie de Basiscape, la compagnie de musiques de jeux fondée par Sakimoto. 

## Discographie sélective
- Might & Magic (1990)
- All Sounds of Ogre Battle (1993)
- Tactics Ogre (1995)
- Treasure Hunter G Original Sound Version (1996)
- Final Fantasy Tactics Original Soundtrack (1997)
- Baroque Original Soundtrack (1998)
- Ogre Battle 64: Person of Lordly Caliber (1999)
- Tactics Ogre: The Knight of Lodis (2001)
- STELLA DEUS Original Soundtrack (2004)
- Mushihime-sama] Original Soundtrack (2005)
- Seiken Densetsu DS: Children of Mana (2006)
- Odin Sphere (2007)
- Muramasa: The Demon Blade (2009)